# Scaphidema schmidti
Scaphidema schmidti – gatunek chrząszcza z rodziny czarnuchowatych i podrodziny Diaperinae.
Gatunek ten opisany został po raz pierwszy w 2003 roku przez Wolfganga Schawallera na łamach „Stuttgarter Beiträge zur Naturkunde”. Jako lokalizację typową wskazano Dugong Kharka w dolinie Rolwaling w nepalskim dystrykcie Dolakha. Epitet gatunkowy nadano na cześć Joachima Schmidta, karabidologa który odłowił holotyp.
Chrząszcz o owalnym w zarysie ciele długości 5 mm. Wierzch ma ubarwiony rdzawo z wyraźnym połyskiem metalicznym i bez wzoru na pokrywach. Przedplecze ma przednią krawędź  pośrodku nieobrzeżoną i nabrzmiałą, kąty przednie niewystające, krawędzie boczne z kompletnym obrzeżeniem trochę przechodzącym na krawędź tylną, a powierzchnię z drobnym, choć u nasady większym niż na dysku punktowaniem, nieco rzadszym i drobniejszym niż na głowie. Pokrywy nie mają wgłębionych rzędów, natomiast dysponują ośmioma nieregularnymi szeregami nieco większych niż na przedpleczu punktów; pomiędzy szeregami znajdują się punkty rozproszone, tak drobne jak na przedpleczu. Propleury i epipleury są niepunktowane. Zapiersie ma krótkie szczecinki i rzadsze od sternitów odwłoka punktowanie. Genitalia samca mają paramery połączone, trójkątne, całkiem zasłaniające płat środkowy (prącie).
Owad górski, znany tylko z miejsca typowego w Nepalu, spotykany na wysokości między 2700 a 2900 m n.p.m. Jest najdalej na południe występującym przedstawicielem rodzaju w Azji i jedynym podawanym z Himalajów. Zasiedla lasy zdominowane przez dęby i różaneczniki.